# Manayunkia aestuarina
Manayunkia aestuarina är en ringmaskart som först beskrevs av Bourne 1883. Enligt Catalogue of Life ingår Manayunkia aestuarina i släktet Manayunkia och familjen Sabellidae, men enligt Dyntaxa är tillhörigheten istället släktet Manayunkia och familjen Sabellariidae. Arten är reproducerande i Sverige. Inga underarter finns listade i Catalogue of Life.

## Bildgalleri

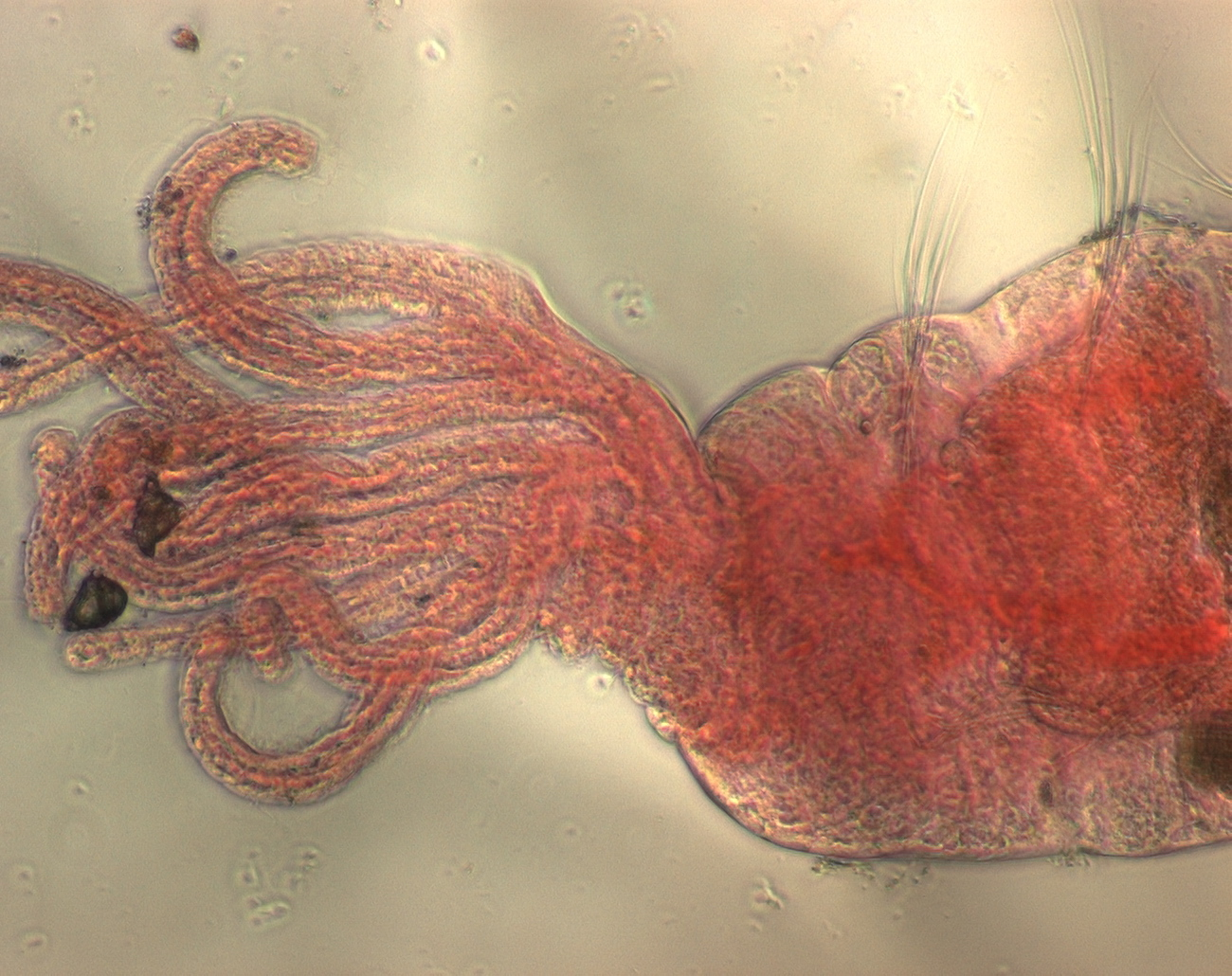